# Тимашев, Николай Сергеевич
Николай Сергеевич Тимашев (1886, Санкт-Петербург — 1970, Нью-Йорк) — русский социолог и правовед, публицист, общественный деятель.

## Биография
Родился 9 ноября 1886 года в Санкт-Петербурге в семье министра торговли и промышленности С. И. Тимашева. Образование Тимашев получил в 1-й Санкт-Петербургской классической гимназии, затем — в Императорском Александровском лицее. С 1904 по 1906 годы учился на экономическом отделении Санкт-Петербургского политехнического института. Помимо этого, в годы своего пребывания в Германии он слушал лекции в Страсбургском университете. В 1914 получил степень магистра права при Санкт-Петербургском университете (диссертация — «Условное осуждение») и годом спустя приглашен читать в нём лекции. В дальнейшем он получил степень доктора права за двухтомную диссертацию о подрывной деятельности с правовой точки зрения под названием «Преступное возбуждение масс».
В 1916 году он был приглашен на должность доцента в Санкт-Петербургский политехнический институт. В 1918 избран профессором экономического отделения института, и вскоре — его деканом.
После Октября 1917 был участником группы представителей петроградской интеллигенции (т. н. дело Таганцева), обвиненной в сопротивлении большевикам.
В 1921 году Тимашев бежал в Финляндию. Жил в Германии, сотрудничал в газете «Руль» и других эмигрантских изданиях, но вскоре переехал в Чехословакию, куда был приглашен в 1923 году в Пражский университет на должность профессора, а затем и членом Института русской экономики. В 1928 году он переехал в Париж, где был помощником редактора парижской газеты Возрождение" (1928-1936), преподавал в Славянском институте Сорбонны и Франко-русском институте. В 1936 году по приглашению профессора Питирима Сорокина приезжает в США для работы в Гарвардском университете.
В США Тимашев преподавал в Гарвардском, Фордемском и Калифорнийском университетах. Профессор социологии Фордемского университета (1940-57), где создал факультет социологии. Тимашев был одним из создателей социологии права. Его «Теория социологии» стала классической книгой в этой области и была переведена на несколько языков. В Америке он считался одним из самых выдающихся современных социологов. О его «Введении в социологию права» специалисты отзывались как о ценном вкладе не только в социологию, но и в антропологию, этику и психологию группы и в политические науки. К 50-летию научной деятельности Тимашева (1965) в его честь Обществом друзей русской культуры в Нью-Йорке был издан сборник статей и материалов «На темы русские и общие» под почетной редакцией П. А. Сорокина.
Был автором и членом редакции «Нового журнала» с момента его создания.
На протяжении десятилетий Тимашев считался активным врагом советской власти. М. Горький назвал его «одним из старых мерзавцев» за газетную заметку, в которой Тимашев написал, что «исчезновение личности Сталина сыграло бы в истории освобождения России от коммунистического ига крупную, может быть, решающую роль».
Тимашев скончался в Нью-Йорке.

## Семья
Жена — Татьяна Николаевна урождённая Рузская, принадлежала к старинному дворянскому роду, дочь Н. П. Рузского.
Дочь — графиня Татьяна Николаевна Бобринская (р. 1923), президент Центра культуры эмигрантов из бывшего СССР, преподавала русский язык и литературу в американских университетах, опубликовала (в соавторстве) книгу «The Golden Age of Russian Literature» (1962), составила полную библиографию трудов отца (Нью-Йорк, 1965). Была с визитом в России в 2016 году.
Сын — Сергей Николаевич Тимашев (англ. Serge Nicholas Timasheff; р. 7 апреля 1926, Париж) — видный американский биохимик.

## Научное творчество
В центре общественно-публицистической работы Тимашева стояла тема России, её история, место, судьба и назначение. Он считал, что с первых веков русской истории основы цивилизаций и культур России и Запада были одинаковыми, общей была христианская основа культурного развития. Тимашев писал, что в российской истории был целый ряд явлений, которые говорили о том, что Россию ждало демократическое, а не тоталитарное будущее. Он доказывал, что революция в России не была ни необходимой, ни неизбежной. В книге «Великое отступление» (The Great Retreat) на основе анализа экономического роста и динамики социально-политической структуры России в 1890—1913 обосновал вывод о том, что, не будь революции 1917 года, Россия к 1940 года вошла бы в круг наиболее развитых стран мира.

## Сочинения
- Условное осуждение. СПб., 1914;
- Преступления против религии. Пг., 1916;
- Преступное возбуждение масс. В 2-х томах. Пг., 1916;
- Право как коллективно-психологическая реальность // Труды русских ученых за границей. Том 2. Берлин, 1923;
- Право Советской России. В 2-х томах. Прага, 1924;
- Введение в изучение уголовно-судебного права. Прага, 1925;
- Политическое и административное устройство СССР. Париж, 1931;
- An Introduction to the Sociology of Law. Greenfield, 1939. 418 p. (французский и японский переводы);
- Religion in Soviet Russia. New York, 1942. 171 c. (португальский, шведский, датский, китайский и испанский переводы);
- One Hundred Years of Probation. In 2 vols. New York, 1944. Vol. 1. 88 p.; Vol. 2. 70 p.;
- The Great Retreat. New York, 1946. 470 p. (португальский, шведский и китайский переводы);
- Three Worlds. Milwaukee, 1949. 263 p.;
- Probation in the Light of Criminal Statistics. New York, 1949. 47 p.;
- Sociology. Milwaukee, 1949. 399 p.;
- Sociological Theory. New York, 1955. 323 p. (португальский и испанский переводы);
- General Sociology. Milwaukee, 1959. 454 p.;
- Развитие социологии права и её сфера // Современная социологическая теория. М., 1961;
- The Sociology of Luigi Starzo. Baltimore, 1962. 247 p.;
- War and Revolution. New York, 1965.